# Facultatea Urbanism și Arhitectură a Universității Tehnice a Moldovei
Facultatea Urbanism și Arhitectură (FUA) este una dintre facultățile Universității Tehnice a Moldovei.
În prezent FUA este principala structură universitară de stat din țară care pregătește specialiști în domeniul arhitecturii și urbanismului.

## Istorie
Facultatea Urbanism și Arhitectură, ca structură aparte, a fost deschisă în august 1972. Aici a fost concentrată pregătirea universitară la toate specialitățile din domeniul construcțiilor și lucrărilor aferente. FUA are însă o istorie anterioară deoarece, specialitățile și catedrele existau deja de câțiva ani în cadrul Facultății Construcții, înființată odată cu fondarea în anul 1964 a Institutului Politehnic din Chișinău, în baza Facultății de Inginerie și Tehnologie a Universității de Stat, fondate în anul 1959.
În anul 1968 a avut loc prima promoție de ingineri-tehnologi cu specializarea „Materiale și elemente de constructive” (actualmente specialitatea „Ingineria materialelor și articolelor de construcție”).
În anul 1970 a avut loc prima promoție de arhitecți și ingineri cu specializarea „Inginerie urbană” (actualmente specialitatea „Urbanism și amenajarea teritoriului”).
În anul 1972, pe baza specialităților „Arhitectură, inginerie urbană”, „Materiale și elemente de constructive”, „Drumuri auto” și „Alimentări cu apa și canalizări”, a fost înființată Facultatea Urbanism și Arhitectură. La faza inițială, în cadrul facultății se făcea pregătirea cadrelor cu studii universitare numai prin învățământul cu frecvență la zi, de aceea în același an a fost deschisă și Facultatea Construcții pentru învățământul cu frecvență redusă și învățământul seral.
La momentul fondării Facultății Urbanism și Arhitectură, în cadrul acesteia au fost incluse catedrele: Arhitectură, Tehnologia materialelor și elementelor de construcție, Mașini și mecanisme pentru construcții, Inginerie sanitară, Drumuri auto. În anul 1974 au fost înființate Catedra construcții arhitectonice și Catedra desen, pictură și sculptură.
În anul 1975 a avut loc prima promoție de ingineri cu specializarea „Drumuri auto” (actualmente specialitatea „Căi ferate, drumuri și poduri”).
În anul 1976 a avut loc prima promoție de ingineri cu specializarea „Alimentări cu apă și canalizări” (actualmente specialitatea „Ingineria și protecția apelor”).
În anul 1978 Catedra inginerie sanitară a fost divizată în: Catedra alimentări cu apă și canalizări și Catedra alimentări cu căldură și gaze, ventilație.
În anul 1980 a fost fondată Catedra bazele arhitecturii, cu funcția pregătirii inițiale a arhitecților.
În anul 1981 a avut loc prima promoție de ingineri cu specializarea „Alimentări cu căldură și gaze, ventilație” (actualmente specialitatea „Ingineria sistemelor de alimentare cu căldură și gaze, ventilație”).
Din anul 1987 până în anul 1997 în cadrul FUA a funcționat și Catedra geometrie descriptivă și desen, care la momentul actual este afiliată la altă facultate.
În anul 1988 Catedra arhitectură, Catedra bazele arhitecturii și Catedra desen, pictură și sculptură au fuzionat în Catedra arhitectură. În același an a fost lichidată și Facultatea Construcție pentru secția cu frecvență redusă și secția serală, studenții căreia au fost transferați la facultățile corespunzătoare.
Din anul 1989 până în anul 1996 în cadrul Facultății a funcționat și Catedra sisteme automatizate de proiectare în construcții, care ulterior a fost lichidată.
În anul 1996 a avut loc prima promoție de ingineri cu specializarea „Mașini și mecanisme în constructive” (actualmente specialitatea „Inginerie mecanică în construcții”).
În anul 1997 Catedra drumuri auto și Catedra mașini și mecanisme pentru construcții au fuzionat în Catedra căi ferate, drumuri și poduri.
În anul 2000 a avut loc prima promoție de ingineri-manageri cu specializarea „Inginerie și management în protecția mediului” (actualmente specialitatea „Ingineria mediului”), iar Catedra alimentări cu apă și canalizări a fost transformată în Catedra ecotehnie, management ecologic și ingineria apelor „UNESCO/Cousteau”.
În anul 2001 a avut loc prima promoție de ingineri cu specializarea „Tehnologia produselor din ceramică și sticlă”.
În anul 2003 a început pregătirea specialiștilor cu studii universitare la specialitatea „Design interior în domeniul de formare profesională arhitectură și urbanism”. Prima promoție la această specialitate este planificată pentru anul 2007.
În anul 2006 a fost înființată Catedra design interior.
În mai 2015 Senatul Universității a aprobat decizia colectivului privind reformarea structurii Facultății. În baza catedrelor au fost formate Departamentul Arhitectură; Departamentul Drumuri, Materiale și Mașini pentru Construcții; Departamentul Alimentare cu Căldură, Apă, Gaze și Protecția Mediului.
În aprilie 2016, la inițiativa șefilor de Programe Design Interior și Urbanism, Departamentul Arhitectura a fost divizat în Departamentul Arhitectura și Departamentul Urbanism și Design Urban.
Din anul 1964 până în prezent au fost pregătiți peste 10 mii de specialiști, inclusiv 8344 la învățământ cu frecvență la zi și 2520 la învățământul cu frecvență redusă și învățământul seral.

## Departamente
- Urbanism și Design Urban
- Alimentare cu Căldură, Apă, Gaze și Protecția Mediului
- Ingineria Infrastructurii Transporturilor
- Arhitectura

## Studii

### Programe de studii licență:
- Arhitectura
- Planificarea urbană și regională
- Design interior
- Căi ferate, drumuri, poduri
- Ingineria sistemelor termice, de gaze și climatizare pentru clădiri
- Arhitectură peisajeră și amenajarea spațiilor verzi

### Programe de studii master:
- Managementul sistemelor de inginerie sanitare și protecția mediului
- Drumuri, materiale și mecanizare în construcții
- Urbanism și amenajarea teritoriului
- Ingineria instalațiilor de asigurare a microclimei în clădiri
- Designul interiorului

### Programe de studii doctorat:
- Mecanica corpului solid
- Materiale de construcții, elemente și edificii
- Rețele inginerești în construcții
- Arhitectura clădirilor și edificiilor
- Mașini și echipamente tehnice
- Design de interior, mediu și arta peisajului